# Nephelaphyllum mindorense
Nephelaphyllum mindorense är en orkidéart som beskrevs av Oakes Ames. Nephelaphyllum mindorense ingår i släktet Nephelaphyllum och familjen orkidéer.
Artens utbredningsområde är Filippinerna. Inga underarter finns listade i Catalogue of Life.